# Zemacies excelsa
Zemacies excelsa é uma espécie de gastrópode do gênero Zemacies, pertencente a família Borsoniidae.